# Ina Beyermann
Ina Beyermann (República Federal Alemana, 11 de abril de 1965) es una nadadora alemana retirada especializada en pruebas de estilo mariposa, donde consiguió ser medallista de bronce olímpica en 1984 en los 200 metros.

## Carrera deportiva
En los Juegos Olímpicos de Los Ángeles 1984 ganó la medalla de bronce en los 200 metros mariposa, con un tiempo de 2:11.91 segundos, tras la estadounidense Mary T. Meagher que batió el récord olímpico con 2:06.90 segundos, y la australiana Karen Phillips; además ganó la plata en los 4x100 metros estilos con un tiempo de 4:11.97 segundos, tras Estados Unidos y por delante de Canadá.